# Rade Prica
Rade Stanislav Prica (* 30. Juni 1980 in Ljungby) ist ein ehemaliger schwedischer Fußballspieler. Der Stürmer spielte für Vereine in Schweden, Deutschland, Dänemark, England, Norwegen und Israel und in der schwedischen Nationalmannschaft.

## Werdegang

### Karrierestart in Schweden und Nationalmannschaftsdebüt
Prica begann mit dem Fußballspielen in seiner Geburtsstadt Ljungby bei dem örtlichen Klub Ljungby IF. Im Alter von 14 Jahren debütierte er für die Männermannschaft des unterklassig antretenden Amateurklubs und erspielte sich als 15-Jähriger einen Stammplatz. 1998 wechselte der Stürmer zu Helsingborgs IF in die Allsvenskan und kam im Laufe der Spielzeit 1998, die der Klub als Vizemeister hinter AIK abschloss, zu seinen ersten Erstligaeinsätzen. Unter Trainer Åge Hareide kam er im Laufe der folgenden Spielzeit vermehrt an der Seite von Arild Stavrum in der Angriffsreihe zum Einsatz. Mit sechs Saisontoren trug er dazu bei, dass der Klub den Vorjahresmeister mit einem Punkt Vorsprung entthronte und wie im Vorjahr den besten Sturm der Liga stellte.
Nachdem Hareide im Anschluss an den Erfolg vom dänischen Klub Brøndby IF abgeworben worden war, erreichte Prica unter Leitung von Nanne Bergstrand nach Erfolgen über BATE Baryssau und Inter Mailand mit dem Klub die Gruppenphase der UEFA Champions League 2000/01. An der Seite von Roland Nilsson, Sven Andersson, Ulrik Jansson und Jozo Matovac lief er dort in allen sechs Spielen gegen Paris Saint-Germain, den FC Bayern München und Rosenborg BK auf, bei der 1:6-Auswärtsniederlage gegen den norwegischen Meister erzielte er mit dem Ehrentreffer sein erstes Tor in der europäischen Königsklasse. Trotz Unentschieden gegen den französischen sowie deutschen Verein und einem 2:0-Erfolg gegen Rosenborg nach Toren von Álvaro Santos und Jesper Jansson schied er mit dem schwedischen Klub als Gruppenletzter aus.
Auch in der Spielzeit 2000 zeigte Prica seine Torgefahr und gehörte mit elf Saisontoren zu den besten zehn Torschützen der Spielzeit, in der er mit seinem Klub als Vizemeister erneut in den Europapokal einzog. Dadurch spielte er sich ins Notizbuch des Nationaltrainerduos Tommy Söderberg und Lars Lagerbäck, die den vormaligen U-21-Auswahlspieler Anfang 2001 für den King’s Cup nominierten. Beim 4:1-Auftaktsieg gegen Thailand feierte er sein Länderspieldebüt, als er in der Startformation stand und in der 66. Spielminute durch Martin Åslund ersetzt wurde. Im folgenden Spiel mit einem Kurzeinsatz als Einwechselspieler trug er mit zwei Einsätzen zum Gewinn des Einladungsturniers bei. In der anschließenden Spielzeit erzielte er zwar sieben Tore, verpasste mit dem Klub als Tabellenfünfter jedoch einen internationalen Wettbewerb.
Nach sechs weiteren Spielen Anfang 2002 entschied sich Prica zum Vereinswechsel. Nach insgesamt 147 Spielen, in denen er 50 Tore erzielt hatte, verließ er Schweden und ging nach Deutschland in die Bundesliga.

### In Deutschland, Dänemark und England
Neuer Arbeitgeber Pricas wurde der norddeutsche Bundesligist F.C. Hansa Rostock. Kurz nach seinem Wechsel feierte er im August im ersten Länderspiel nach der Weltmeisterschaft 2002, bei der die schwedische Auswahl im Achtelfinale nach Golden Goal am Senegal gescheitert war, sein Comeback in der Nationalmannschaft, als diese sich in Moskau 1:1-Unentschieden von Russland trennte. Bei Hansa Rostock lief Prica an der Seite seiner Landsmänner Peter Wibrån, Andreas Jakobsson, Marcus Lantz, Joakim Persson und Magnus Arvidsson auf. Am 1. Februar 2003 stand das schwedische Sextett beim Spiel gegen den 1. FC Nürnberg gemeinsam in der Startelf – Rekord für die Anzahl Ausländer aus einem Land in der Bundesliga. Im Saisonverlauf zeichnete sich Prica zudem als erfolgreichster Torschütze aus und führte mit sieben Saisontoren vor René Rydlewicz, Bachirou Salou und Marco Vorbeck die vereinsinterne Torschützenliste an. Nachdem der Klub im Sommer 2003 mit Martin Max eine neue Sturmspitze verpflichtet hatte, verlor er nach Saisonbeginn seinen Stammplatz. Hauptsächlich als Einwechselspieler von Juri Schlünz eingesetzt erzielte er drei Saisontore.
Auch in der Spielzeit 2004/05 blieb Prica, der über weite Strecken der Spielzeit mit Antonio Di Salvo das Sturmduo bildete, hinter den Erwartungen zurück. Nach einem schwachen Saisonstart hatte Jörg Berger das Traineramt im November übernommen, dennoch blieb die Mannschaft um Uwe Möhrle, Mathias Schober und Thomas Rasmussen im Abstiegskampf und beendete die Spielzeit als Tabellenvorletzte. Trotz Spekulationen um einen Vereinswechsel nach dem Abstieg hielt Hansa den Stürmer fest. Auch in der 2. Bundesliga stand er mit der Mannschaft im Abstiegskampf. Unter dem kurz nach Saisonbeginn verpflichteten Trainer Frank Pagelsdorf schwankte er zwischen Startformation und Ersatzbank, erzielte aber letztlich in 29 Spielen nur vier Tore. Bereits im März verkündete er seinen Abschied zum Saisonende, um nach Skandinavien zurückzukehren und einen Dreijahreskontrakt bei Aalborg BK zu unterzeichnen.
In der dänischen Superliga kehrte Pricas Torgefährlichkeit zurück. Nach einem Doppelpack beim 3:1-Auftaktsieg gegen Viborg FF erzielte er in den ersten vier Spielen insgesamt fünf Tore, anschließend blieb er jedoch 14 Spiele in Serie ohne Torerfolg. Nach seinem Tor gegen den AC Horsens am 20. Spieltag war der Knoten geplatzt, bis zum Saisonende standen 19 Saisontore in 32 Einsätzen zu Buche. Damit überflügelte er Morten Nordstrand und Morten Rasmussen und krönte sich zum Torschützenkönig der Liga. Auch zu Beginn der folgenden Spielzeit war er erfolgreich. Mit neun Toren in 16 Spielen hielt er bis Dezember die von seinem Landsmann Erik Hamrén betreute Mannschaft um Martin Pedersen, Mattias Lindström, Michael Jakobsen und Karim Zaza an der Ligaspitze.
Durch seine Torgefahr hatte sich Prica, der sich damit im Laufe des Jahres 2007 einen Stammplatz in der Nationalmannschaft erspielt und dabei seine ersten beiden Länderspieltore erzielt hatte, in den Fokus der europäischen Spitzenligen gebracht. Vor Ende der Wintertransferperiode im Januar 2008 lotste ihn Roy Keane für 2 Millionen britische Pfund Ablösesumme zum AFC Sunderland in die Premier League. Zwar erzielte er bei seinem Debüt gegen Birmingham City, in dem er als Einwechselspieler für Dwight Yorke in der zweiten Halbzeit auflief, prompt sein erstes Tor in England. Gegen Michael Chopra und Kenwyne Jones konnte er sich jedoch nicht durchsetzen und kam nicht über den Status eines Ergänzungsspielers hinaus, so dass er kein einziges Mal in der Startformation stand.

### Erfolge in Norwegen
Am 9. März 2009 einigten sich Prica, der AFC Sunderland und der norwegische Rekordmeister Rosenborg BK über einen Wechsel des Stürmers nach Norwegen, der einen bis Ende 2012 gültigen Vierjahresvertrag unterzeichnete. Wieder in Skandinavien beschäftigt, schloss er an seine erfolgreiche Zeit in Dänemark an. Am ersten Spieltag der Spielzeit 2009 noch Ersatzmann, der als Einwechselspieler für Steffen Iversen in der Tippeligaen debütierte, war er ab dem 2. Spieltag Stammspieler und erzielte bis zum Saisonende 17 Saisontore. Damit trug er dazu bei, dass der Klub nach zwei Jahren zum 21. Mal in der Vereinsgeschichte norwegischer Meister wurde.
In der folgenden Spielzeit 2010 war der Angreifer dann nicht mehr so treffsicher wie in seiner ersten Saison in Trondheim; er erzielte 13 Tore in 23 Spielen. Am Ende der Spielzeit verteidigte er mit dem Team den Titel aus der Vorsaison. In der Saison 2011 startete Trondheim schwach, verlor die ersten beiden Spiele gegen Stabæk Fotball und Brann Bergen jeweils mit 1:2, Prica blieb in diesen beiden Spielen torlos und traf erst am 3. Spieltag, aber dann gleich viermal gegen Lillestrøm SK.

### Zwischen Schweden und Israel
Am 1. Januar 2013 wurde Pricas Vertrag bei Rosenborg aufgelöst. Er wurde von Maccabi Tel Aviv verpflichtet. Mit Maccabi wurde er 2013 und 2014 Israelischer Meister. Nach der Saison 2014/2015 wechselte Prica zurück nach Schweden, um seine Karriere bei seinem Heimatverein in Helsingborg ausklingen zu lassen. Nach wenigen Monaten wurde allerdings bekannt, dass er doch wieder nach Israel zurückgeht. Er unterschrieb einen Vertrag bei Maccabi Petah Tikva, den er zum Jahresbeginn 2016 antrat.
Bereits im Sommer kehrte Prica zu Landskrona BoIS nach Schweden zurück, wo er einen bis zum Saisonende gültigen Vertrag unterzeichnete. Nach Saisonende schloss er sich als spielender Trainerassistent dem Sechstligisten Ramlösa Södra an.

## Titel

### Mannschaftserfolge
- Schwedischer Meister: 1999
- Dänischer Meister: 2007/08
- Norwegischer Meister: 2009, 2010
- Israelischer Meister: 2012/13, 2013/14, 2014/15
- Israelischer Pokalsieger: 2014/15

### Individualerfolge
- Dänischer Torschützenkönig: 2006/07
- Norwegischer Torschützenkönig: 2009

## Familie
Pricas 2002 geborener Sohn Tim Prica ist ebenfalls Fußballspieler, der nach seinem Profidebüt bei Malmö FF wie sein Vater bei Aalborg BK spielte. Sein 2005 geborener Sohn Liam spielt derzeit in der U 19-Mannschaft von Kalmar FF.
Pricas Mutter und Großeltern väterlicherseits stammen aus Kroatien.